# Ramadan Ali Sabz Ali
Ramadan Ali Sabz Ali (Bombai vers 1890- ?) fou un daï (missioner) ismaïlita nizarita emissari de Sultan Muhammad Shah (Aga Khan III, 1885–1957). Va estudiar a Gwadar; després es va traslladar a Karachi. El 1923 va visitar les comunitats ismaïlites del Pamir i regions properes (a Tadjikistan, Sinkiang, Afganistan i els principats d'Hunza i Chitral avui al Pakistan). Va escriure un relat del seu viatge on narra les transformacions causades per la revolució russa.